# Колюбеєво
Колюбеєво (рос. Колюбеево) — присілок в Кімрському районі Тверської області Російської Федерації.
Населення становить 8 осіб. Входить до складу муніципального утворення Красновське сільське поселення.

## Історія
Від 2005 року входить до складу муніципального утворення Красновське сільське поселення.

## Населення
| 2010 |
| ---- |
| 8    |